# Сото Альфаро, Бернардо
Рамон Бернардо Сото Альфаро (исп. Ramón Bernardo Soto Alfaro, 12 февраля 1854, Алахуэла — 28 января 1931, Сан-Хосе) — президент Коста-Рики в 1886—1890 годах.

## Биография
Сото происходил из двух самых могущественных семей Алахуэлы — Сото и Альфаро, которые владели местными землями и заправляли торговлей с колониальных времен. К 1860-м годам Сото и Альфаро объединились как главные олигархические кланы в коста-риканской кофейной отрасли.
Родителями Сото были богатый политик и генерал Аполинар де Хесус Сото Кесада и дочь плантатора Хоакина Альфаро Муньос.
Бернардо начал образование в Алахуэле, затем учился в средней школе в Сан-Хосе, где в 1871 году получил звание бакалавра наук и искусств. В возрасте 23 лет он окончил юридический факультет Университета Санто-Томаса в 1877 году. Во время студенческой жизни он выступал против режима президента Томаса Гуардии Гутьереса и в 1875 году был заключен в тюрьму.
В 1885 году Сото женился на Пасифике Фернандес Гуардия, дочери президента Просперо Фернандеса Ореамуно, которая в 1886 году родила ему сына Максимилиано.
Между 1881 и 1882 годами Сото совершил поездку в Англию, Францию, Рим и Испанию, где укрепился в своих либеральных идеях и в евроцентричном видении прогресса. Он стал одной из главных фигур так называемого поколения «Олимпо» — группы молодых либералов, которые заняли важные политические посты в администрации Просперо Фернандеса Ореамуно, а некоторые из них стали в дальнейшем президентами Коста-Рики (Бернардо Сото, Ассенсьон Эскивель Ибарра, Клето Гонсалес Викес и Рикардо Хименес Ореамуно).

### Первые должности
В 1881 году Бернардо Сото был назначен губернатором Алахуэлы, но несколько месяцев спустя ушел в отставку, чтобы совершить долгую поездку в Европу. После его возвращения из Европы он вновь был назначен губернатором Алахуэлы 9 мая 1882 года.
Во время его пребывания на посту губернатора этот город имел большое политическое значение, поскольку тогдашний диктатор, генерал Томас Гуардия Гутьеррес, серьезно заболел и решил провести последние месяцы своей жизни в своем доме в Алахуэле, здесь же он занимался государственными делами. Гуардия умер в Алахуэле 6 июля 1882 года, а Бернардо Сото сыграл важную роль в организации похорон диктатора.
После непродолжительного правления временного президента Сатурнино Лисано Гутьерреса 10 августа 1883 года к власти пришел зять Гуардии генерал Просперо Фернандес Ореамуно, старый друг семьи Сото. Президент Фернандес назначил Бернардо Сото министром внутренних дел и полиции.
Затем в октябре 1883 года кабинет был реорганизован, и Бернардо получил портфель министра финансов и торговли, а также был назначен первым заместителем президента.
В январе 1884 года произошла кардинальная реорганизация кабинета, и было решено передать все министерские портфели только двум министрам: посты министров финансов, торговли, войны, флота и полиции были отданы Сото, который был одновременно повышен до звания бригадного генерала; посты министров иностранных дел, юстиции и здравоохранения были отданы Хосе Марии Кастро Мадрису (бывшему президенту и зятю президента Фернандеса).
На посту министра Бернардо Сото принимал важное участие в таких мероприятиях, как электрификация уличного освещения в Сан-Хосе в 1884 году. Он также подписал неоднозначный договор Сото-Кита 21 апреля 1884 года, по которому Майнор Купер Кит был награжден 333 333 гектарами земли на Карибских равнинах и правом эксплуатации железной дороги вдоль Атлантики на 99 лет в обмен на пересмотр огромного внешнего долга, который страна имела перед британскими банкирами, а также на помощь в завершении строительства Атлантической железной дороги.
В том же году Сото также подписал договор Сото-Ортуньо, согласно которому правительство Коста-Рики предоставило Банку Коста-Рики монополию на выпуск бумажных денег в стране в обмен на предоставление государству кредита в размере 250 000 долларов США.
Бернардо Сото также сыграл важную роль в разработке нового Гражданского кодекса и пакета либеральных законов 1884 года, которые конфисковали кладбища, принадлежащие католической церкви, запретили религиозные ордена, установили гражданский брак и развод, а иезуиты Коста-Рики были изгнаны из страны.

### Временный президент
12 марта 1885 года президент Фернандес умер, и Сото был назначен временным президентом Республики до 1886 года. В том же году он женился на дочери Фернандеса Пасифике.

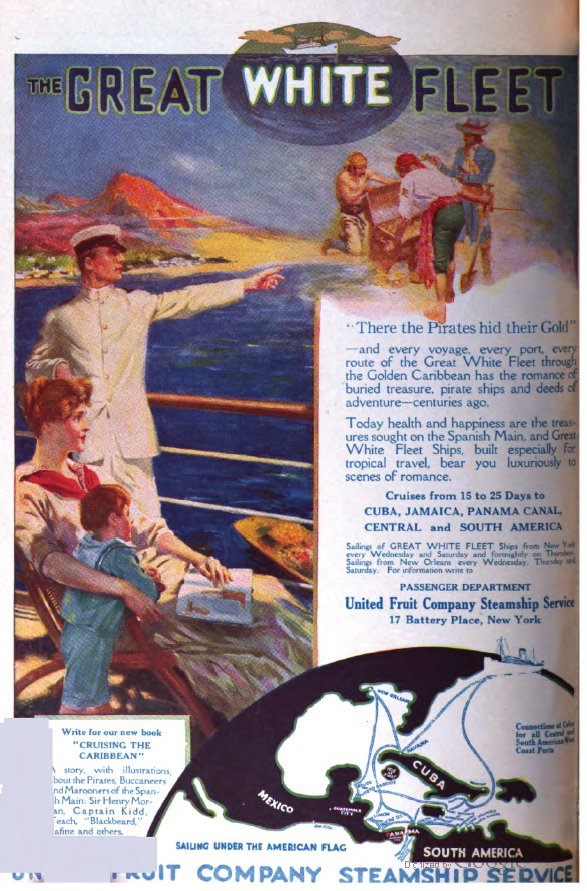
Реклама корпорации United Fruit Company, разбившей в Коста-Рике обширные банановые плантации.

В то время Коста-Рика находилась в альянсе с Никарагуа и Сальвадором против Гватемалы и Гондураса, поскольку гватемальский диктатор Хусто Руфино Барриос пытался силой создать Федеративную Республику Центральной Америки. Сото пришлось проводить подготовку к войне, но конфликт иссяк после смерти гватемальского диктатора, а армии Коста-Рики не пришлось вступить в бой. Перед угрозой войны 5 апреля 1885 года был основан Коста-риканский Красный Крест.
В мае 1885 года, после двух месяцев пребывания 31-летнего Сото у власти, Конгресс Коста-Рики присвоил ему звание генерал-майора, высшего в армии страны.
29 апреля 1885 года по просьбе министров Карлоса Дурана Картина и дона Мауро Фернандеса Акуньи был открыт госпиталь Национального университета (ныне Национальная психиатрическая больница) и была проведена лотерея для финансирования строительства Большого национального музея.
В этот период также были реорганизованы полиция и пресса, создано Главное управление телеграфов, построены дороги, а также одобрен текст нового Гражданского кодекса, который вступил в силу в 1888 году.
Образование получило огромный импульс. Были открыты многочисленные школы, создана школа подготовки учителей.
Бернардо Сото выдвинул свою кандидатуру на пост президента на период 1886—1890 годов. Его главным конкурентом стал дядя его жены, генерал Виктора Гуардия Гутьеррес (брата покойного диктатора Томаса Гуардии Гутьерреса), тем не менее Сото уверенно победил на выборах в апреле 1886 года.

### Президентство
К периоду официального президентства Сото относится вступление в силу Гражданского кодекса 1888 года, Гражданского процессуального кодекса 1888 года и других важных законов.
В образовательных вопросах министр общественной информации Мауро Фернандес Акунья провел либеральную образовательную реформу, чтобы устранить влияние католической церкви на образование, сделав школу светской. Университет Санто-Томас (единственный на тот момент в стране) был закрыт в 1888 году. Реформа начального образования была отражена в Общем законе общего образования 1886 года.
Во время администрации Сото были также открыты Национальный музей Коста-Рики (1887), Национальная библиотека (1888), Национальный метеорологический институт (1888), Физико-географический институт, Главное управление таможни (1889) и парк Морасан (1887).
В международной сфере была подписана Конвенция Эскивеля-Романа с Никарагуа, согласно которой было решено передать в арбитраж спор о действительности Договора Каньяса-Хереса. Судебный процесс закончился в 1888 году благоприятно для Коста-Рики.
В 1890 году Сото открыл железную дорогу между Сан-Хосе и портом Лимон. Железная дорога открыла новые пространства для хозяйственного освоения, образовались новые города, такие как Турриальба и Гуапилес. Сото также покровительствовал кофейной отрасли.
К концу срока полномочий Сото из-за поездок за границу и болезни временно отошел от дел, оставив власть в распоряжении своего отца, генерала Аполинара Сото Кесады, военного и морского министра.

### Политический кризис 1889 года
В 1882 году генерал Томас Гуардия Гутьеррес унаследовал власть от своего зятя и друга Просперо Фернандеса Ореамуно. Аналогичным образом в 1885 году генерал Фернандес передал власть своему зятю и другу Бернардо Сото. Кроме того, в 1889 году генерал Сото попытался сделать своим преемником своего партнера и друга Асенсьона Эскивеля Ибарру путем предвыборного мошенничества.
На грядущих президентских выборах Бернардо Сото поддержал кандидатуру Эскивеля. Однако католическая церковь, которая понесла урон от правления либералов, начала активное движение в пользу бывшего главы Верховного суда Хосе Родригеса Селедона из Демократической конституционной партии, которая набрала большинство голосов в первом туре выборов в ноябре 1889 года.
Вначале Сото объявил Асенсьона Эскивеля победителем голосования, но католическая церковь призвала всех жителей Коста-Рики выступить против правительства. Перед народным давлением и опасностью гражданской войной 7 ноября 1889 года Сото решил отказаться от власти и провозгласил временным президентом Карлоса Дурана Картина, который 8 мая 1890 года передал пост президента Хосе Родригесу Селедону, избранному на период 1890—1894 годов. С тех пор 7 ноября отмечают как День коста-риканской демократии.

### Кандидат в президенты
В 1901 году, когда второй срок президента Рафаэля Иглесиаса Кастро приближался к концу, его политические оппоненты выдвинули кандидатуры Бернардо Сото, но Иглесиас достиг компромисса с оппозицией, и президентом был избран Асенсьон Эскивель.
В 1905 году Сото вновь был кандидатом в президенты, но после выборов первичных выборов он и еще один кандидат, Максимо Фернандес Альварадо, отозвали свои кандидатуры и поддержали Тобиаса Суньигу Кастро, одного из бывших министров в правительстве Сото. Однако еще до выборов президент Эскивель, желая триумфа официального кандидата Клето Гонсалеса Викеса (также бывшего министра Сото), изгнал из страны Суньигу, Фернандеса и Сото. Однако вскоре после этого изгнанникам было разрешено вернуться в страну

### Поздние годы
Сото был членом комиссии бывших президентов Республики, которая разработала проект Конституции 1917 года. Комиссия была учреждена президентом Федерико Тиноко Гранадосом (1917—1919), но в целом оказалась неэффективной.
Сото умер в Сан-Хосе 28 января 1931 года.